# Фешин Микола Іванович
Фешин Микола Іванович ( англ. Nicolai Fechin 8 грудня, 1881, Казань, Російська імперія — 5 жовтня, 1955, Санта-Моніка, Каліфорнія, США) — художник зі Сполучених Штатів першої половини 20 ст. російського походження.

## Життєпис. Ранні роки
Народився у місті Казань. Походив з ремісничого стану. Батько походив з міста Арзамас і був різьбяром та виготовляв іконостаси у власній майстерні.
Хлопчик рано виявив художні здібності, позаяк відвідував майстерню батька і з дитинства бачив чимало творів різьби з різними орнаментами. Зберігся альбом ранніх малюнків Миколи, в котрих чимало орнаментів. Приблизно у віці дев'яти років хлопець почав допомагати батькові у його майстерні.
Батько став банкрутом і за борги був позбавлений всієї власності. Він подався на заробітки. У цей період хлопець навчався у школі і сам почав підробляти. Відомо, що у віці 13 років він зробив кресленик іконостаса, за котрий отримав десять рублів. На ці гроші для нього був сшитий шкільний костюм.

## Художня освіта
1895 року і Казані заснували художню школу. На підлітка з художніми здібностями звернув увагу перший директор школи пан Н. Н. Бе́лькович. В майбутньому донька директора стане дружиною художника. Серед перших учнів художньої школи був і Микола Фешин.
Банкрут-батько не мав можливості матеріально підтримувати сина. Невелику допомогу хлопцю, що бідкався у Казані, надавав  брат батька. Серед випадково збережених творів цього періоду — учнівська картина біблійного сюжету «Спокушання».
У період 1900-1909 років Микола Фешин мешкав у Санкт-Петербурзі, де влаштувався на навчання у Імператорську Академію мистецтв. Керівниками Фешина перших двох років навчання були Р. Залеман та П. М'ясоєдов.
Безкоштний студент не вносив платні за навчання у Академії, а годувався у безкоштовній їдальні, заснованій коштом меценатів. Микола підробляв виготовленням ескізів для афіш, балів, маскарадів. З 1902 року він також підробляв у журналах «Шут» та «Вольница», створював ілюстрації та карикатури.
З 1903 року він став учнем в майстерні Іллі Рєпіна. Серед картин цього періоду — картина в стилі академізм «Християни виходять з катакомб після молитви», котра отримала схвалення у керівництва. В цей же період він спробував власні сили у створенні портретів. Від років навчання у Академії Микола Фешин виніс надзвичайну повагу до малюнка як такого і з роками стане одним з найкращих малювальників 20 століття, витримуючи порівняння з будь-яким майстром малюнку серед художників-сучасників, включаючи самого  Іллю Рєпіна, Олескандра Бенуа, Рамона Касаса, низку майстрів графіків Франції.

## Експерименти з художньою технікою
Сильною складовою обдарування Миколи Фешина стануть і колористичні здібності, в котрих він знову таки витримував порівняння з найкращими колористами на кшталт Філіпа Малявіна чи Василя Сурикова, авторитетами в цій царині. Не пройшов осторонь Микола Фешин і повз впливи стилістики модерну (сецесія) з її культом широкого мазка, майстрами цього засобу були Андерс Цорн, Олександр Мурашко, Костянтин Коровін та інші.
Ще у два останні роки у Академії Фешин розпочав власні експерименти з художньою технікою, пробував інші ґрунти власного виробництва, відмовився від готового олійного ґрунту. Сміливо почав працювати і з фарбами, часто використовував мастихіни. В консервативній атмосфері російської критики з її поклонінням давнім авторитетам і гладкописом у техніці новації М. Фешина не сприйняли схвально. Доволі негативно критика сприйняла картину Фешина «Весілля у черемисів» (1908 р.) з її деформаціями малюнка і широкими мазками. Картину придбав  фінансист Вільям Стіммел, коли картина перебувала на виставці у Інституті Карнегі у місті Піттсбург, США. Вільям Стіммел згодом стане колекціонером картин Фешина.

## Викладач в Казані
Фешин закінчив Петербурзьку Академію з нагородою, котра надала право на закордонну подорож. Він отримав звання фахового художника за наказом по академії 30 жовтня 1909 р. Весною 1910 р. Фешин відбув за кордон, де відвідав Німеччину, Італію, Австрію, подорож закінчив у Парижі.
Ще 1908 р. Фешин отримав запрошення на викладацьку роботу від керівника Казанської художньої школи пана  Г. А. Медведєва з повною зарплатнею та правом на майстерню у новому приміщенні школи. Він прийняв цю пропозицію і після закордонної подорожі прибув у Казань. Фешин став помітною постаттю серед викладачів школи. Серед знайомих цього періоду П. Дульський, котрий пізніше створив перше дослідження про творчість митця.
І навчання у Петербурзькій Академії, і перебування у столиці Російської імперії, і закордонна подорож не змогли підняти культуру художника до рівня дворянської культури. Фешин відсилав власні твори на закордонні виставки, але не засвоїв жодної іноземної мови. Новий фінансовий рівень дозволив узяти секретарку зі знанням іноземної мови. Нею стала пані Олександра Миколаївна Бе́лькович (1892—1983), донька першого директора художньої школи в Казані. Вона стала дружиною художника, 1914 року в родині народилась донька Ія.
Фешин спробував власні сили і в новій для нього галузі. Так, за його проектами були створені нові меблі з різьбленими деталями для власної майстерні та меблі для майстерні жінки-художниці Н. М. Сапожникової. Нові, чудернацькі меблі доби сецесії з їх рослинними орнаментами увійшли навіть у замовні портрети («Портрет пані Ошустович», 1916 р.).

## Еміграція
Для еміграції художника було декілька важливих аргументів. Зі спогадів художника про цей період (російською) : 
| Я чувствовал, как день ото дня я бесполезно терял мою творческую энергию, поскольку искусство использовалось только в целях пропаганды. <…> Работа потеряла всякий здравый смысл, и многие впадали в невыносимую меланхолию. Так, в ответе мистеру Стиммелу, я сообщил о моём желании уехать в Америку и просил его помочь в получении необходимых бумаг на въезд в США. |
З 1921 року у Казані почала діяти Американська адміністрація допомоги (АРА). Родина Фешиних розпочала готувати документи для еміграції, позаяк не мала ентузіазму з приводу змін у країні, котрі проводили непрофесіональні діячі, не готові ні до господарської, ні до державотворчої справи. Більшовицький уряд на той час не мав дипломатичного визнання і родина Фешиних була позбавлена шансу виїхати до США через місто Ригу. На отримання дозволу на виїзд було витрачено цілий рік. Бюрократичні перепони були подолані і лише 1 серпня 1923 року Фешини прибули у Нью-Йорк. Попереду художника чекали 23 роки праці у Сполучених Штатах.

## У Нью-Йорку
На первісному етапі родині допомагали. У Нью-Йорку їх зустрічав художник А. Горсон, котрий мав інструкції від Стіммела, покровителя Фешина. Згодом родину розмістили у квартирі (67-а Західна вулиця неподалік Центрального парку), де була також художня майстерня. Це був Верхній Вест-Сайд, квартал помешкань відомих і фінансово успішних художників.
Зустріч з новим для художника світом розвиненого капіталізму і сумішшю різних культур і народів сприяла творчому натхненню Миколи Фешина. Він почав працювати одразу, не мав періоду вагань і пошуку себе у нових обставинах, перебував у захопленні від пластики афроамериканців, просив знайти для нього афроамериканку для позування.
Викладача і художника з досвідом запросили на майстер-класи. Перепоною була відсутність знання ним англійської мови. Перекладачем мимоволі стала дружина художника, однак вона знала лише французьку. Тим не менше за п'ять місяців перебування у англомовному середовищі вона засвоїла мову і першою отримала дозвіл на американське громадянство. Невеликий період Фешин був також викладачем у нью-йоркській художній академії, котру утримувала Grand Central Galleries. Зреагував художник і на розбіжності у культурі , бо згадував, що місцеві художники цікавляться більше зовнішніми, поверхневими ефектами, ніж ідеями чи суттєвими програмами.
Вже через декілька місяців Микола Фешин створив і надіслав на щорічну Зимову виставку вісімнадцять (18) власних творів, переважно портретів. Навіть початковий період для митця був доволі продуктивним. Вже тоді він отримав приз Томаса Р. Проктора в галузі портретного жанру. (Серед російських емігрантів, що теж брали участь у Зимовій виставці, були Леон Бакст, Давид Бурлюк, Василь Кандинський, Борис Анісфельд.) До цього періоду належав і портрет Д. Бурлюка. Серед перших замов у Нью-Йорку - портрет Ліліан Гіш у ролі Ромоли, театральної і кіноакторки (1893-1993).

## Портретист
Як художник, Микола Фешин пройшов тривалий шлях портретиста.
- В роки перебування викладачем в Казанській художній школі він створював портрети переважно власного оточення — дружини і доньки, колег по художній школі, студентів і власних знайомих.
- Перші роки по більшовицькому перевороту 1917 р. примусили художника створити декілька портретів більшовицького керівництва не з натури, а з фото (портрети К. Маркса, А. Луначарского, Л. Троцького, В. Леніна). Вони були створені у межах ленінського плану монументальної пропаганди. Для Вищої музичної школи Казані він також створив серію портретів уславлених композиторів минулого, теж не з натури  (Н. Паганіні, Л. ван Бетховен, Ф. Лист, М. Глинка та ін.)

Фешин спробував власні сили також в створенні портретної мініатюри.
- В роки праці  у Сполучених Штатах портрет головував в творчості митця.

## Таоська колонія американських художників та Фешин

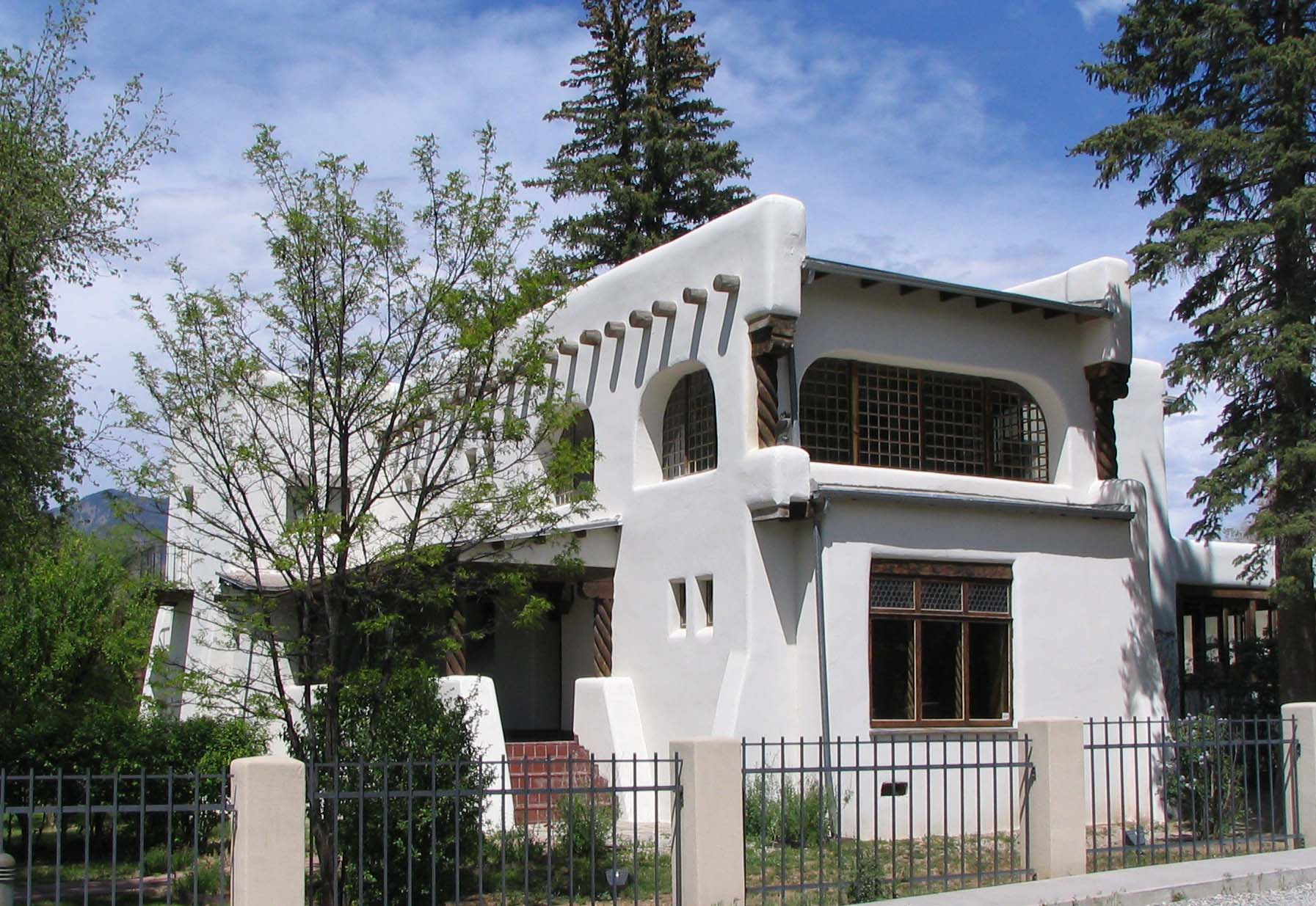
Будинок Фешиних у Таосі, загальний вигляд

Фешин хворів на туберкульоз і в Сполучених Штатах хвороба загострилась. перебування у Нью-Йорку стало небезпечним для життя. Антибіотків ще не відкрили і туберкульоз лікували теплим кліматом. Пошуки відповідного міста з теплим кліматом привели до поселення Таос у штаті Нью-Мексико. Про Таос їм розповів англійський художник Джек Янг-Хантер, сусід Фешиних, що періодично працював там.
Таос був невеликим поселенням з приємними краєвидами. Ще 1898 року поселення відвідали художники Берт Філіпс та Ернст Блуменшайн. Згодом сюди потяглися і інші художники. З кінця 19 ст. тут мешкав художник  Джозеф Генрі Шарп. 1915 року тут заснували Товариство художників Таосу, а його представники відсилали власні твори на виставки у Бостон, Філадельфію, Нью-Йорк, що сприяло відомостям про таоську колонію художників. Популярності Таосу сприяла і меценатка Мейбл Додж, що волала перетворити Таос на літературне містечко. На 1926 рік Таос був патріархальним провінційним поселенням із 650-ма мешканцями, без електрики і благоустрою.
На роки поселення там родини Фешиних колонія митців збільшилась і стала практично міжнародною. Влітку 1927 р. Фешини придбали тут ділянку землі і розпочали будівництво власного дому. На будівництво витратили шість років та 20000 доларів. За іншими переказами будівництво тривало менше, а розтяглося через тривалий період благоустрою помешкання (меблі і численні двері, їх нараховувалось 51, робив сам художник за власними малюнками). Інтер’єри та деталі фасадів будинку прикрашені різьбленими деталями, що збільшувало неофольклорні мотиви і єдину стилістику помешкання. Фешину подобались місцеві будинки, створені з глини, пластичні і ніби пророставші із землі. Власний будинок Фешиних теж вибудували з саману, потинькували у єдиний масив, фасади вибілили, залишивши неприхованими дерев'яні деталі.
Художник залюбки створював портрети місцевих індіанців і мексиканців, котрі нагадували йому зовнішністю малих народів з Волги. Нова тематика пов'язала митця з американською реальністю. Серед знайомих цього періоду — росіянин за походженням скульптор Коньонков та його дружина, російський емігрант і художник Леон Гаспар (1882-1964), з котрими Фешин спілкувався рідною мовою. Леон Гаспар порадив Фешину підняти платню за власні твори і той помітно покращив свій фінансовий стан.

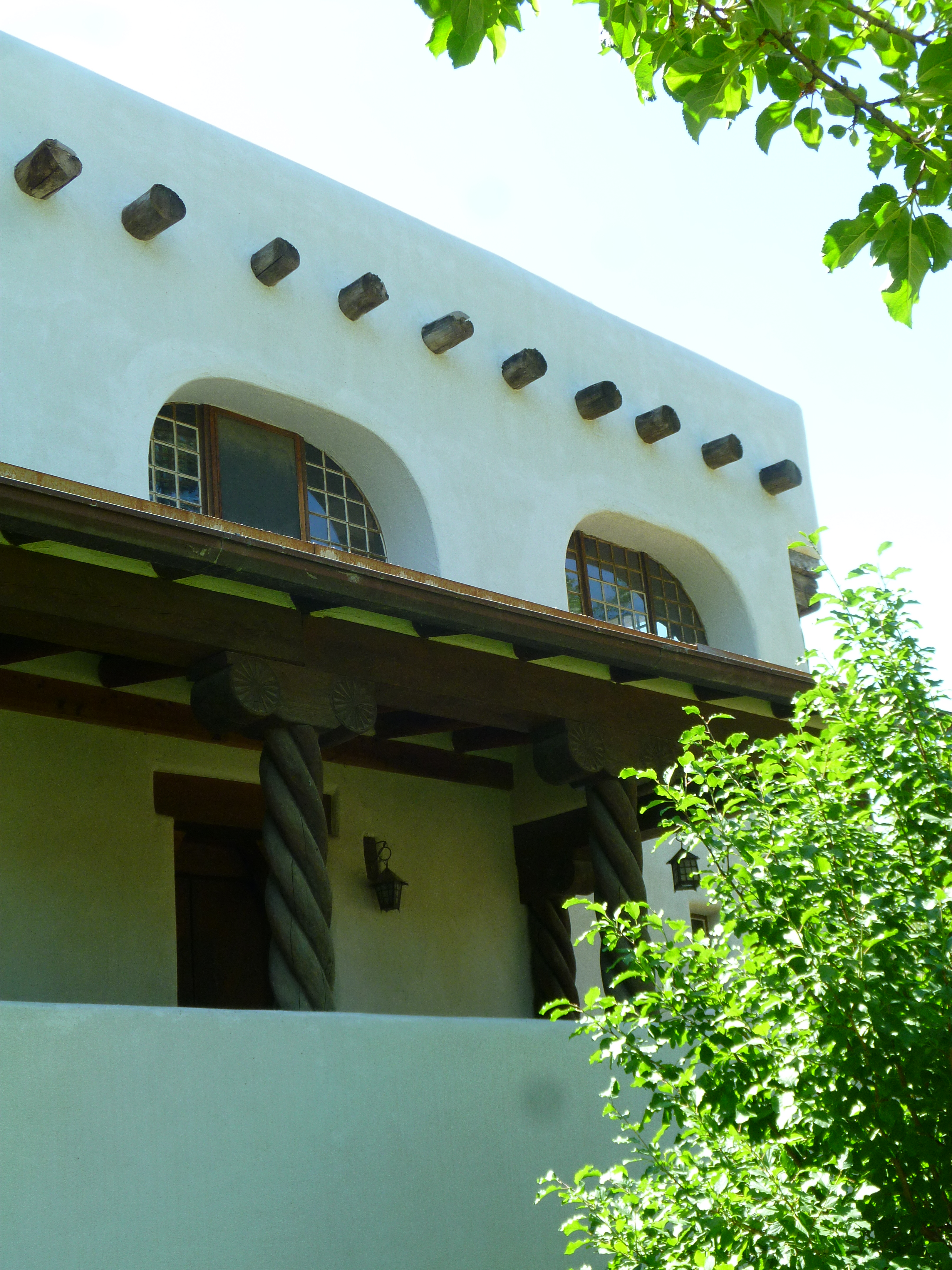
Будинок Фешиних у Таосі, тераса перед входом, один з фасадів
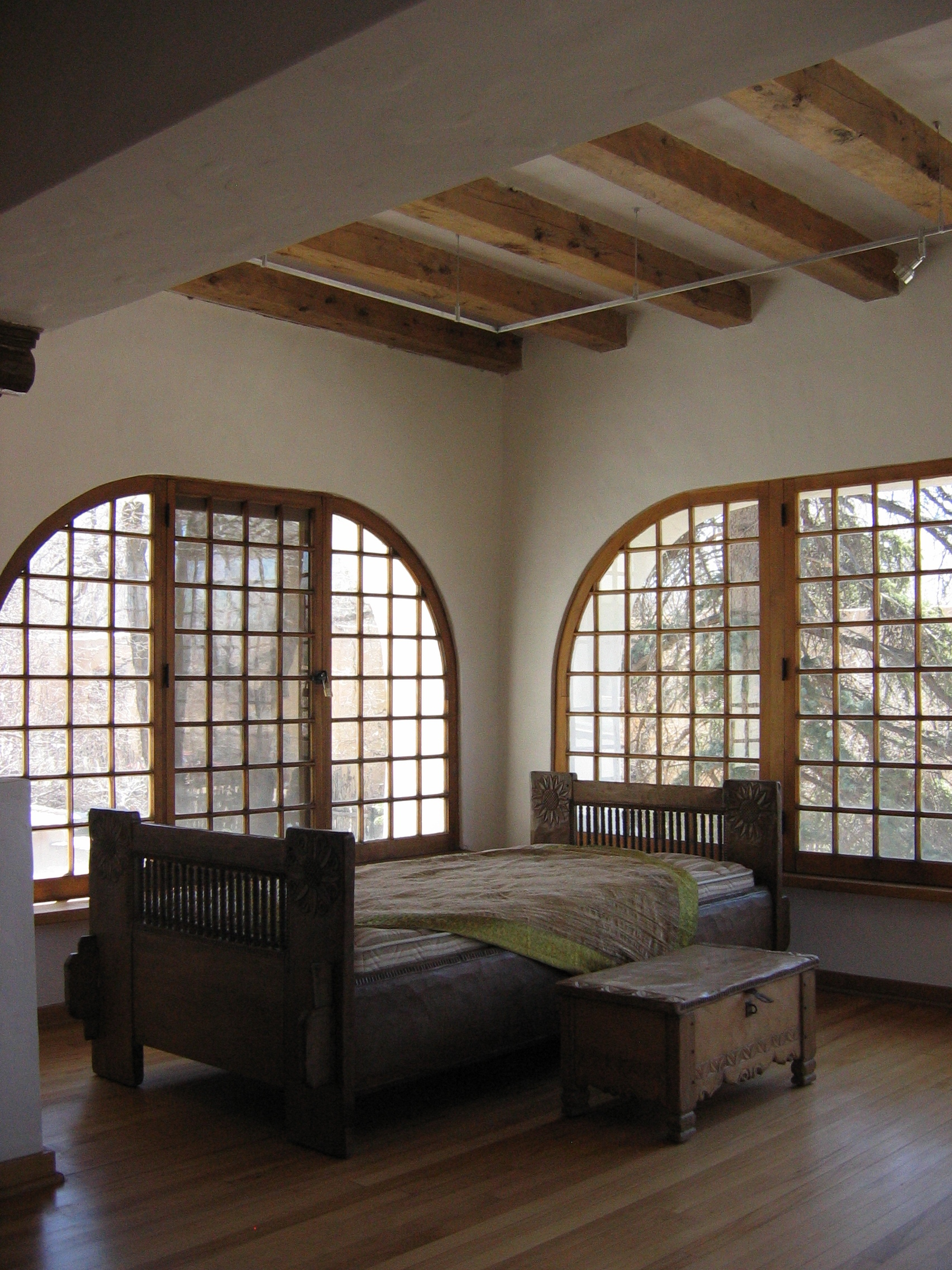
Кімната другого поверху
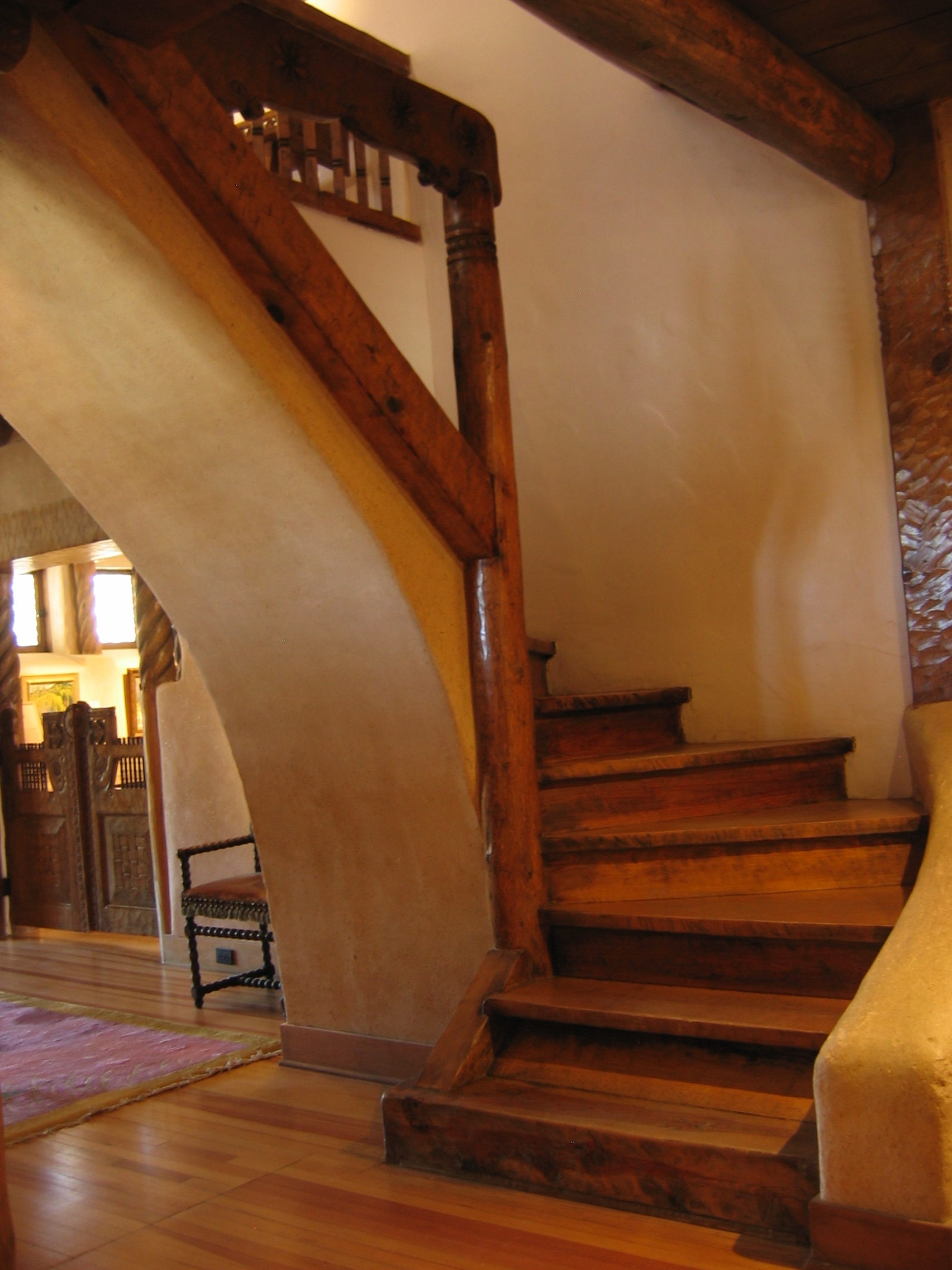
Сходи на другий поверх
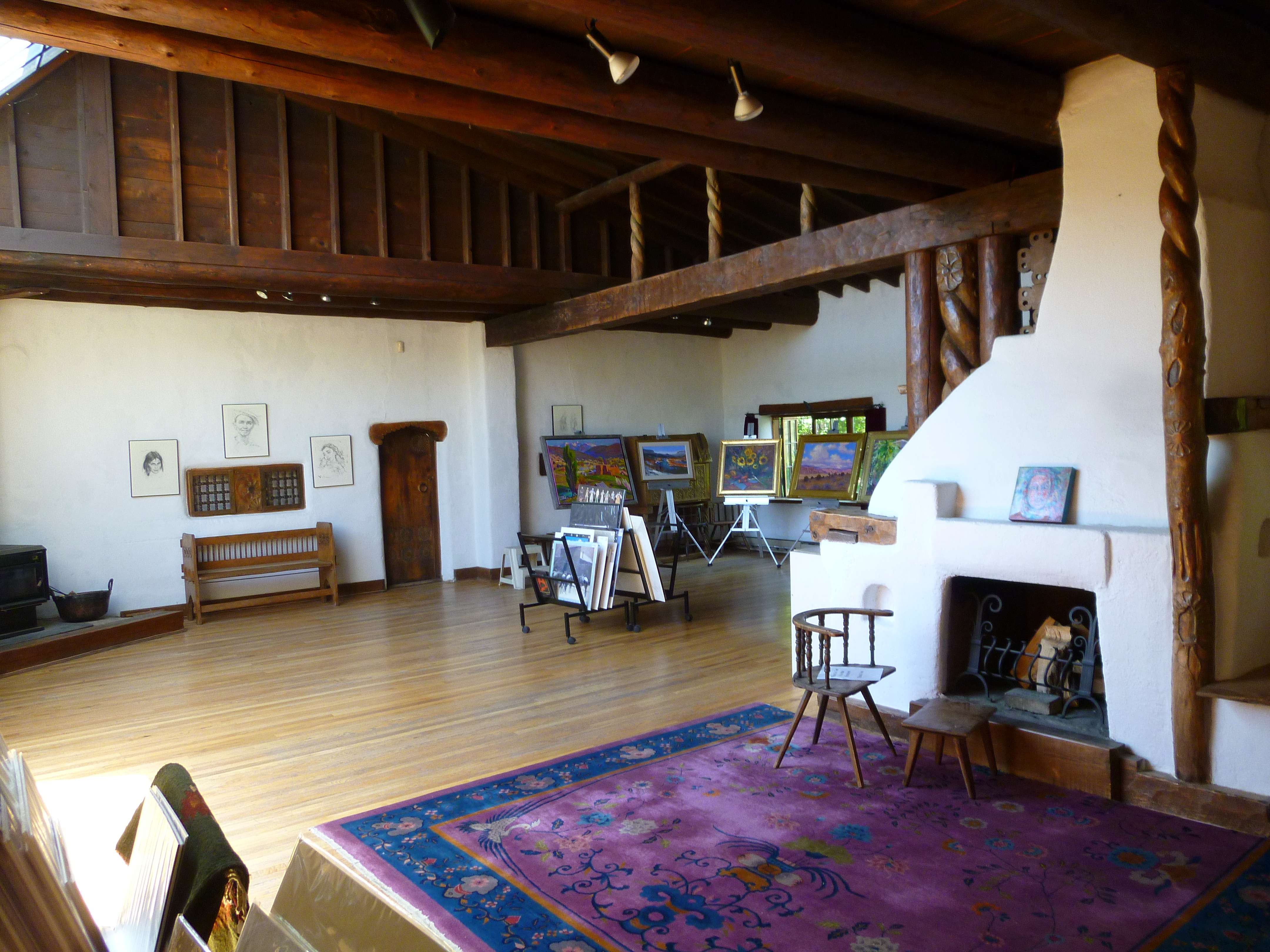
Колишня майстерня Миколи Фешина

## Розлучення з дружиною
Після 20 років подружнього життя дружина почала наполягати на розлученні. Аргументів було декілька, серед котрих бажання самостійності (вона позиціонувала себе письменницею), бажання позбутися чоловіка з вибуховим характером і туберкульозом. Донька прийняла позицію батька і залишилась з ним після розлучення батьків. Паньонка у звичках, Олександра Белькович не була пристосована до самостійності і не мала джерел прибутку. Фешин з донькою передали їй будинок у Таосі і відбули у Каліфорнію. Олександра Белькович надрукувала одну книгу та дві новели англійською, що не принесло їй прибутків. Вона мешкала у Таосі і розплачувалась за годування картинами колишнього чоловіка. Усі пропозиції відновити стосунки з Фешиним відхиляла.

## Останні роки у Каліфорнії і подорожі
Після розлучення з дружиною Фешин з донькою перебрались у Нью-Йорк. Почався не найкращий період їх життя у Сполучених Штатах. У Миколи Фешина був період пригніченості і депресивності. Він продовжував працювати. Події Великої депресії (1929-1939 рр.)  у економіці мало зачепили художника. Володар галереї Ерл Стендал запропонував Фешиним перебратися на житло у Лос-Анжелес і вони погодились.
Ставлення до художника Фешина у Лос-Анжелесі було доволі прихильним. Він повернувся до викладацької діяльності у художніх класах при стендалевій галереї. Виправленню фінансового стану художника на той час сприяли і вдалі продажі творів. На зароблені гроші він з донькою придбав будиночок з майстернею у районі Санта-Моніка. Окрім живопису художник повернувся до створення меблів для власного будинку та до створення скульптур на індіанські мотиви.
1936 року Фешин на шість місяців відбув у Мексику. Разом із ним у подорож відбули його учні — брати Берроуз, Вільям Блек та Кетрін Бенелі. Місто Оахака подарувало йому знайомство із мексиканським художником Дієго Рівера. Перебування у Мексиці носило туристично-відпочивальний характер, тому вони відвідували різні туристичні об'єкти, а сам Фешин захопився фотографуванням. У Лос-Анжелес він привіз тоді більше трьох сотень фотокарток.
У вересні 1938 року він разом із Міланом Рупертом відбули у Південну Азію. Китай їм не радили відвідувати і подорожні відбули на острів Балі, відомий туристичний об'єкт. Фешин перебував на Балі п'ять місяців, влаштував там тимчасову майстерню і малював екзотичних для нього місцевих мешканців. З Балі вони відбули у Японію, де відвідали міста Токіо та Йокогаму.
У каліфорнійський період Фшин багато часу приділяв малюнку як окремій галузі мистецтва попри живопис.

## Віртуозний малюнок Фешина
Як художник Микола Фешин мав тверду руку і відмінний зір. Повага до малюнка як окремої галузі мистецтва і художні здібності сприяли формуванню відмінного малювальника. Фешин окрім олівця  користувався загостреним шматочком художнього вугілля і здатністю відбирати головне в зовнішності людини. Навіть крихти вугілля, що сипалися на папір, він художньо обігрував у цяточки повітря, котре нібито переносилось у малюнок. Серед малюнків в цій техніці портрети як відомих осіб, так і невідомі індіанці, мексиканці, емігранти азійських народів тощо.

## Біографи і спогади
На щастя Фешин сам поклопотався про висвітлення деталей власного життєвого шляху і створив мемуари. Життєпис художника дослідила біограф і жінка-художниця Мері Белком у Сполучених Штатах.

## Обрані твори (галерея)

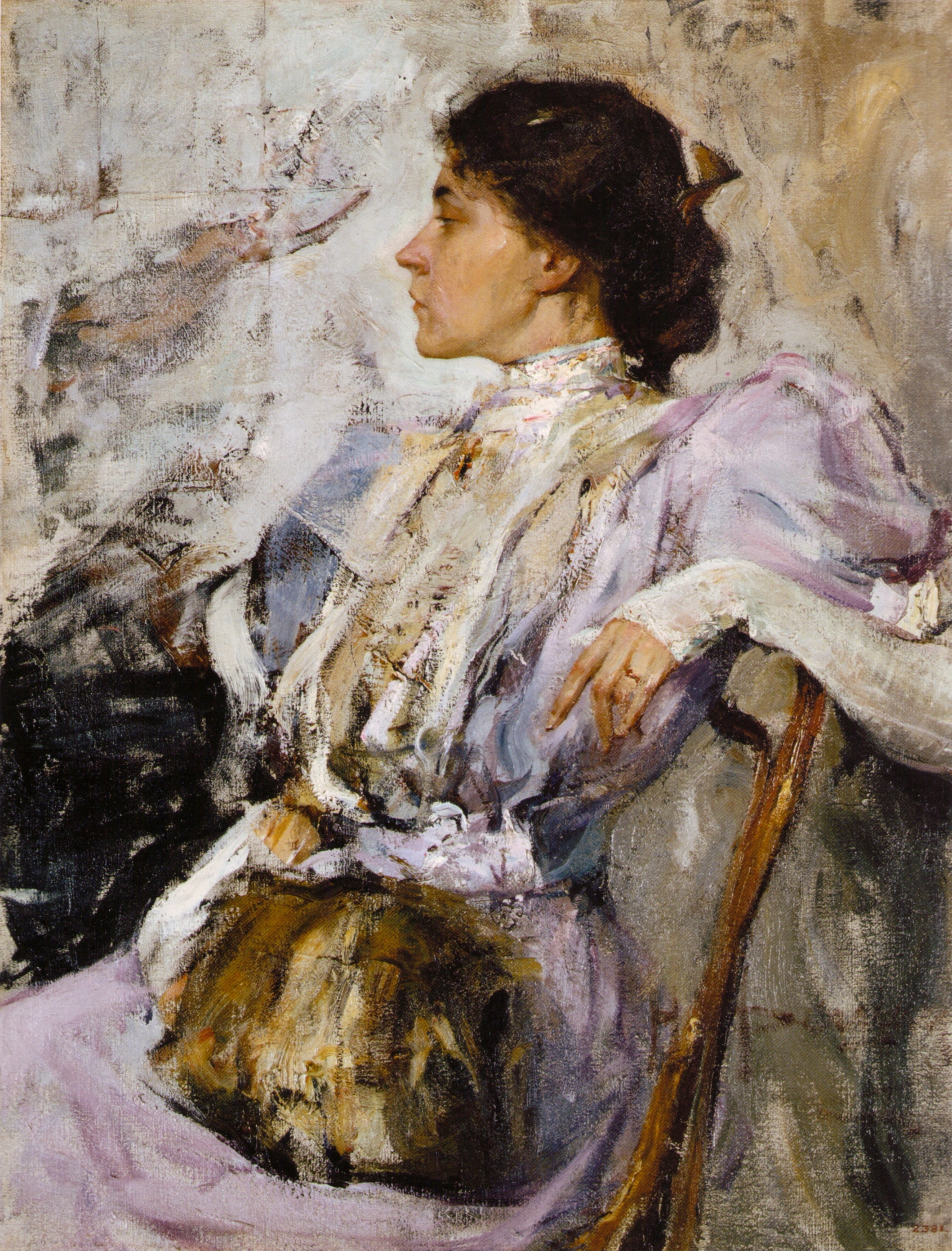
Микола  Фешин. «Пані в бузковому», 1908 р. Державний Російський музей
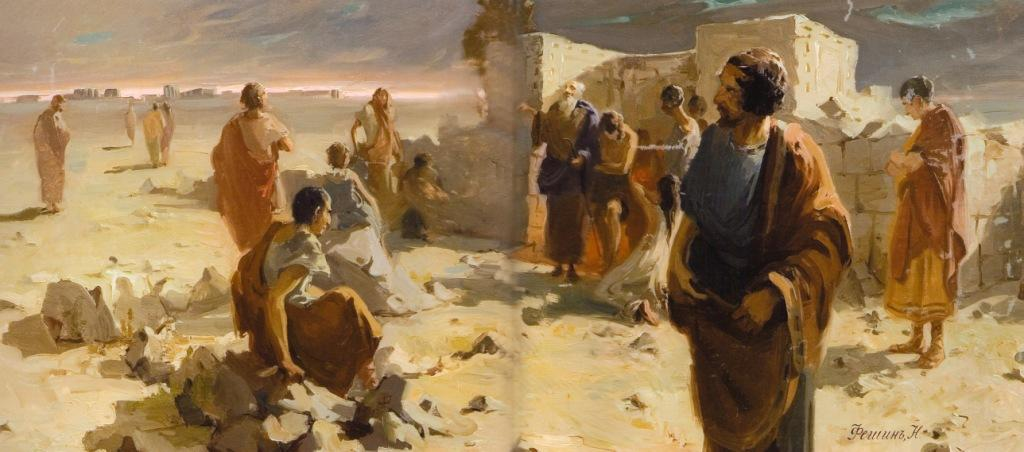
Микола  Фешин. «Християни виходять з катакомб після молитви »,  1903 р.
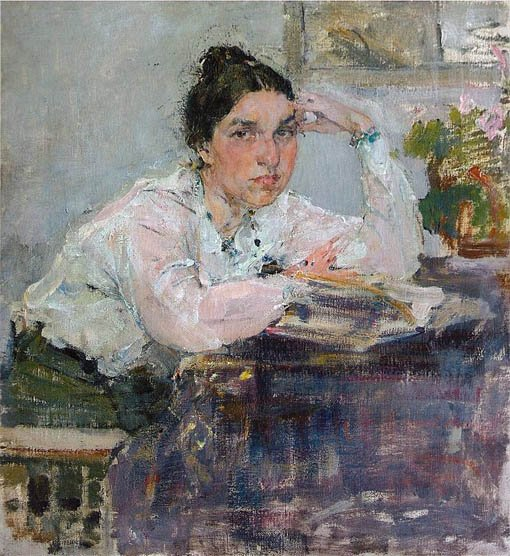
Микола  Фешин. «Пані Н.М. Сапожникова, меценатка, жінка-художниця і викладач»
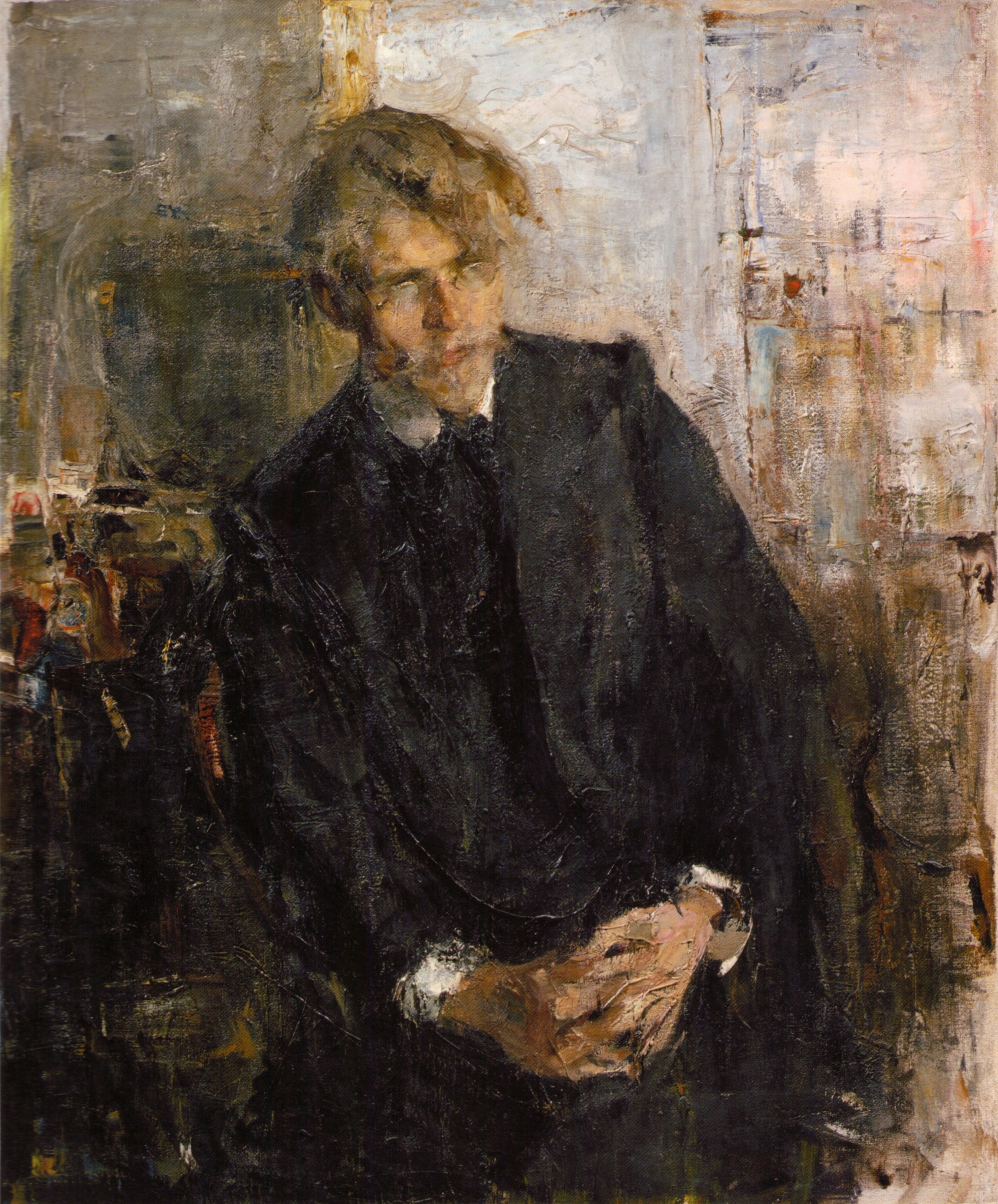
Микола  Фешин. «Художник Костянтин Лепілов», 1909 р.,  Державний Російський музей
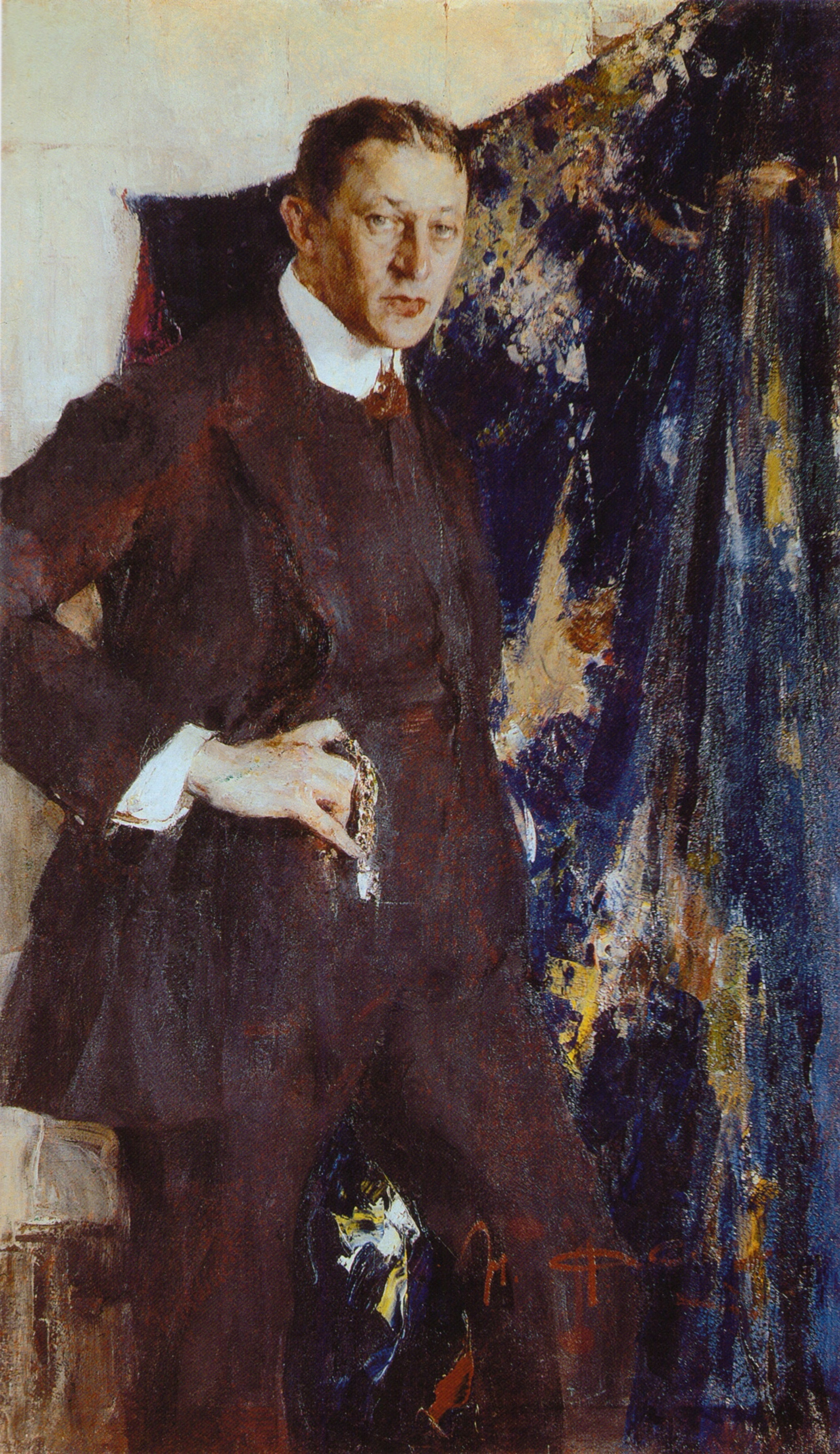
Микола  Фешин. «Віталій Тихов», 1916 р.,  Державний Російський музей